# Toubacouta (Ziguinchor)
Pour les articles homonymes, voir Toubacouta.
Toubacouta (ou Toubakouta ou Tanbakouta)  est un village du Sénégal situé en Basse-Casamance, à 9 km de Ziguinchor, sur l'axe Sud de la route de Mpack, vers la frontière avec la Guinée-Bissau. Il fait partie de la communauté rurale de Nyassia, dans l'arrondissement de Nyassia, le département de Ziguinchor et la région de Ziguinchor.
Lors du dernier recensement (2002), la localité comptait 288 habitants et 40 ménages.
Le village s'est trouvé au cœur du conflit en Casamance. Les premiers accords de cessez-le-feu y ont été signés en mars 1991. Très éprouvé, le village est entré depuis 2004 dans un processus de reconstruction.